# Szalánk
Szalánk (1899-ig Alsó- és Felsőszlovinka, szlovákul: Slovinky, németül: Höfen) falu Szlovákiában, a Kassai kerület Iglói járásában. Alsó- és Felsőszalánk egyesítésével jött létre.

## Fekvése
Korompától 5 km-re nyugatra, a Szalánk-patak völgyében fekszik.

## Története
Szalánk a 14. században Gölnicbánya területén keletkezett, 1368-ban I. Lajos király oklevelében „villa Abakuk” néven említik először. Már a 14. században templomos hely volt, a rihnói uradalom része. 1405-ben „Slowynka” a neve. 1460-ban már két különálló község volt.
A trianoni diktátumig mindkét település Szepes vármegye Gölnicbányai járásához tartozott.
A két települést 1943-ban egyesítették. 1996-ban pedig ortodox templom épült a községben.

## Népessége
| Év:            | 1994. | 2004.   | 2014.   | 2024.   |
| -------------- | ----- | ------- | ------- | ------- |
| Emberek száma: | 1778  | 1873    | 1893    | 1800    |
| Eltérés:       |       | +5,34 % | +1,06 % | -4,91 % |

| Év:            | 2023. | 2024.   |
| -------------- | ----- | ------- |
| Emberek száma: | 1808  | 1800    |
| Eltérés:       |       | -0,44 % |

2001-ben 1867 lakosából 1762 szlovák, 50 ruszin, 33 cigány volt.
2011-ben 1917 lakosából 1710 szlovák, 75 ruszin, 32 cigány.

## Híres személyek
- Itt született Miklóssy József (1792-1841) ikonosztázfestő, görög katolikus szerzetes.[3]

## Nevezetességei
- Szent György tiszteletére szentelt görögkatolikus temploma 1799 és 1808 között épült.
- Klasszicista kúria a 19. század elejéről.
- Ortodox temploma 1996-ban épült.

## Lásd még
- Alsószalánk
- Felsőszalánk